# جولیو بوزتی
جولیو بوزتی (ایتالیایی: Giulio Bosetti؛ ‏ ۲۶ دسامبر ۱۹۳۰ – ۲۴ دسامبر ۲۰۰۹) کارگردان و بازیگر اهل ایتالیا بود.
از فیلم‌هایی که وی در آن‌ها نقش داشته‌است، می‌توان به افسون‌شده و زندگی لئوناردو داوینچی اشاره نمود.